# Nick Hampton
Nicholas Hampton (Anderson, 5 aprile 2000) è un giocatore di football americano statunitense che milita nel ruolo di linebacker per i Los Angeles Rams della National Football League (NFL).

## Carriera

### Los Angeles Rams
Al college Hampton giocò a football alla Appalachian State University, venendo inserito nella formazione ideale della Sun Belt Conference nel 2022. Fu scelto nel corso del quinto giro (161º assoluto) del Draft NFL 2023 dai Los Angeles Rams. Debuttò come professionista subentrando nella gara del primo turno contro i Seattle Seahawks. La sua prima stagione si chiuse con 4 tackle e un passaggio deviato in 10 presenze, nessuna delle quali come titolare.